# 杯蘭縣
杯蘭縣，是明代交阯承宣布政使司諒山府上文州下轄的一個縣，後陷入安南，治所約在今越南朋漠縣和恬霞縣地方。

## 沿革
- 永樂五年六月癸未朔（1407年7月5日）置，隸諒山府上文州[2]。
- 永樂七年正月二十二乙丑（1409年2月6日），併慶遠縣入杯蘭縣[3]。
- 永樂十三年八月二十三日（1415年9月25日），上文州之杯蘭縣併入本州[4]。